# Slaget vid Vinegar Hill
Slaget vid Vinegar Hill (Vinegar Hill eller Cnoc Fíodh na gCaor på iriska som betyder bärträdskulle) var ett slag som stod i Enniscorthy på Irland under irländska upproret 1798. Vinegar Hill var ett läger och huvudkvarter för rebellerna som ockuperade Wexford i 30 dagar mot stora motståndsarméer, innan deras nederlag den 21 juni. Dock lyckades många fly söderut genom en öppning i de brittiska linjerna av general Needham, känt som Needham's gap.